# 5-ös főút
5-ös főút (ötös főút, ungarisch für ‚Hauptstraße 5‘) ist eine ungarische Hauptstraße.

## Verlauf
Die Straße, zu der die Autobahn Autópálya M5 (Europastraße 75) parallel verläuft, beginnt in Budapest und führt über Dabas, Kecskemét, Kiskunfélegyháza, Kistelek nach Szeged und von dort zur ungarisch-serbischen Grenze bei Röszke, wo sie in die Bundesstraße klass IIa 100 in Richtung Subotica übergeht.
Die Gesamtlänge der Straße beträgt 185 Kilometer.